# Teatro Ibérico
O Teatro Ibérico - Centro Cultural Pesquisa Arte é um teatro situado em Lisboa, na Rua de Xabregas, onde se situava o antigo convento de São Francisco de Xabregas.
Neste teatro, além da apresentação de peças, também é promovida a aprendizagem da arte teatral. Pelo mesmo palco também têm passado várias bandas, sobretudo no lançamento de novos álbuns, a exemplo do  Madredeus, com Metafonia.
Dentre os artistas que se apresentaram no Teatro Ibérico estão Florbela Oliveira, Lídia Franco, Pedro Laginha, Xosé Blanco Gil (encenador), entre outros.
O Teatro Ibérico recebeu a Medalha de Mérito Cultural em 2005.

## História
Criado em 1981 por Xosé Blanco Gil, o Teatro Ibérico estabeleceu-se na igreja de um antigo convento, numa cedência do IEFP. A magnífica acústica e a arquitetura religiosa conferem ao espaço características únicas.